# Biztosítótű

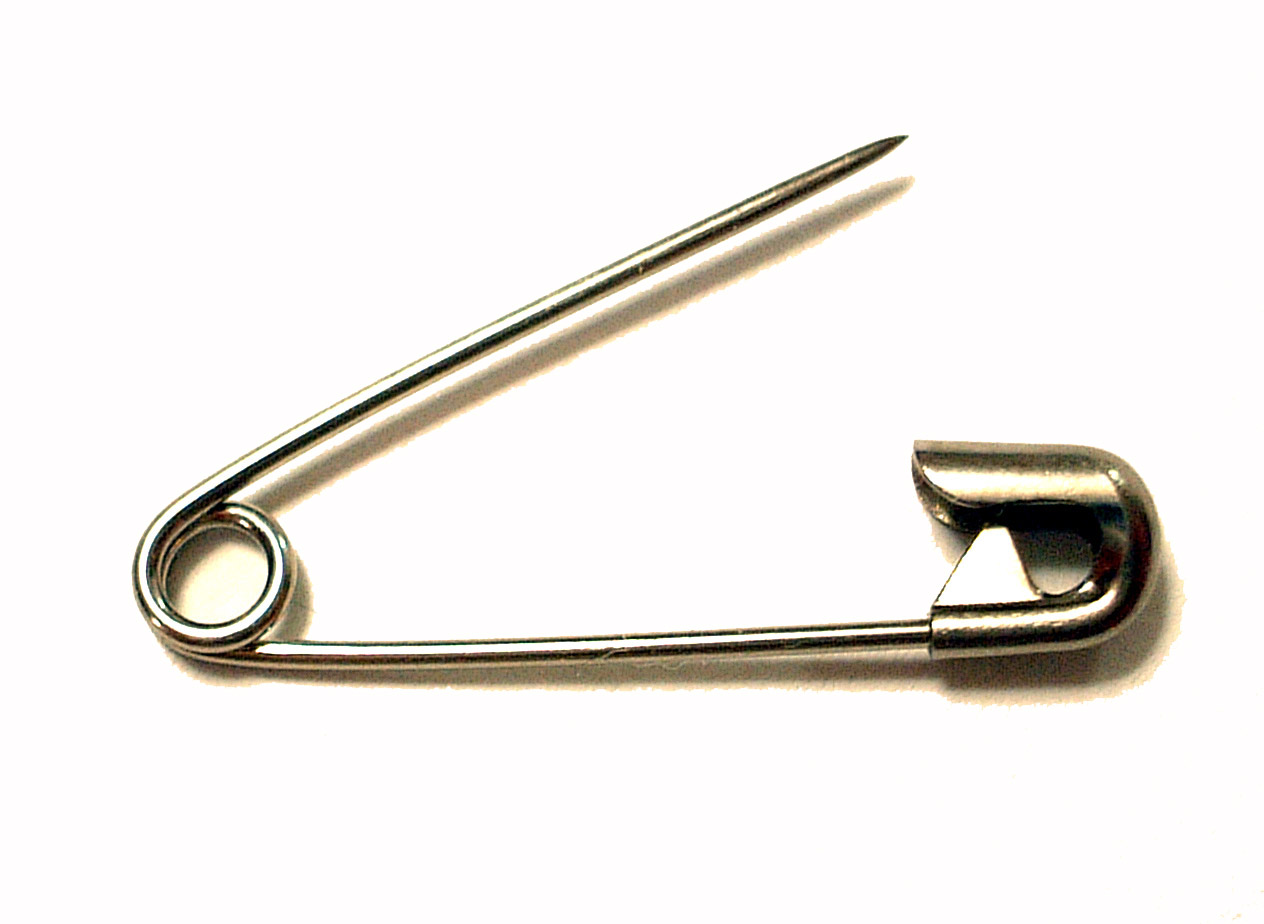
Nyitott biztosítótű

A biztosítótű (vagy biztostű vagy ziherejsztű) egy olyan eszköz, amely lehetővé teszi két vagy több vékony anyag összetűzését anélkül, hogy zárt állapotában használója megszúrná magát vele.
Segítségével főként kelmék gyors, ideiglenes, de szilárd testre rögzítését lehet elvégezni.

## Története
A nagyon ősi eredetű fibulák a történelem előtti időkben ugyanúgy voltak kialakítva, mint a modern biztonsítótűk. A legkorábbi előfordulása a bronzkorra vezethető vissza. Az idők során díszítő funkciója is volt és széles körben elterjedt a Földközi-tenger térségében. Alapvető szerepe az öltözködésben a 6. század környékén szűnt meg. Régen köpenyek, kabátok és ruhák rögzítésére, újabban a textilpelenka csecsemőre rögzítésére használták.
A modern változatot egy amerikai feltaláló, Walter Hunt szabadalmaztatta, 1849. április 10-én.

## Felépítése

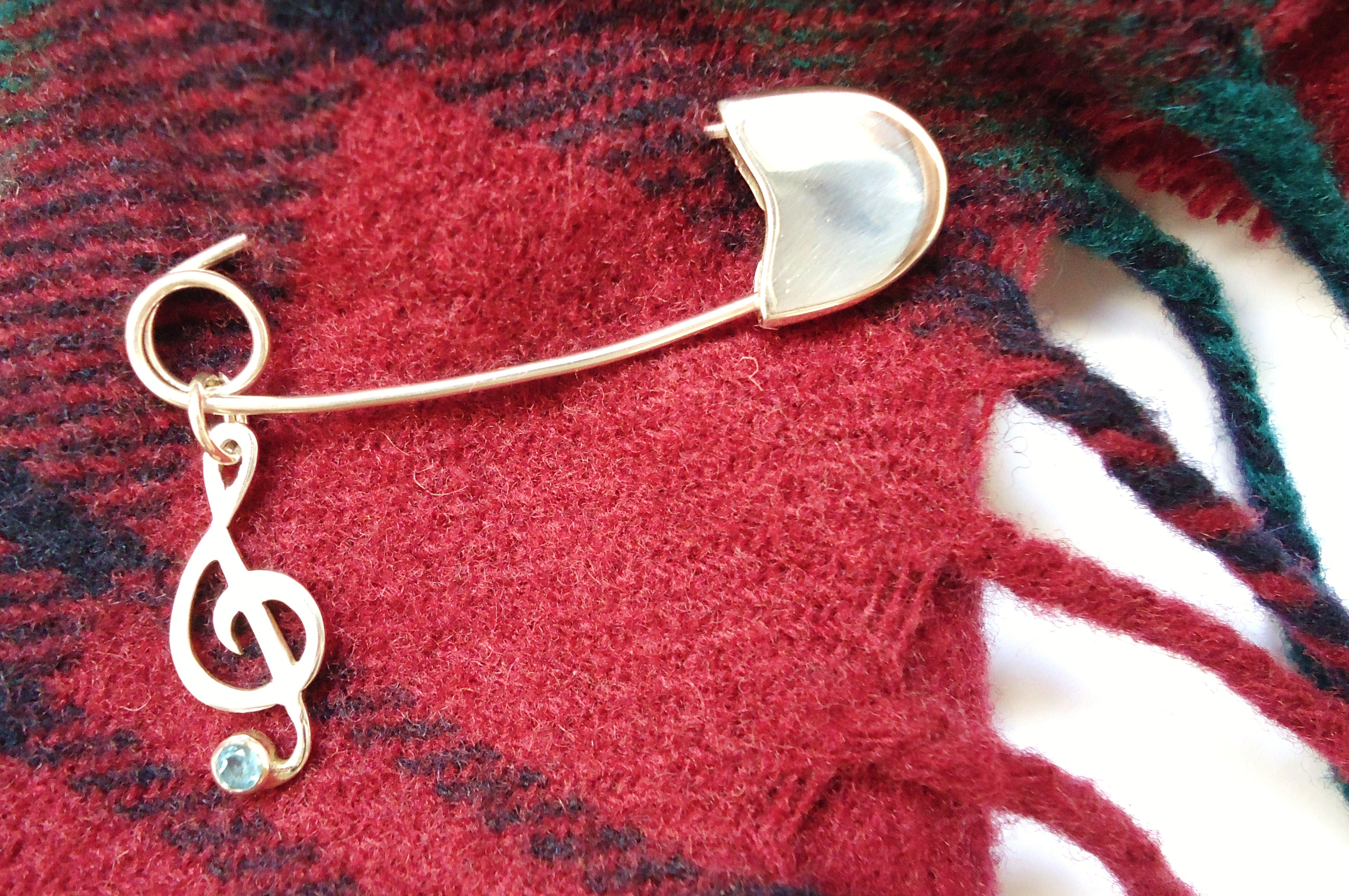
Díszbiztosítótű, ezüstből

Vékony, krómozott acélhuzalból hajlítják meg úgy, hogy egyik végét ovális rögzítőfejbe szorítják vagy hegesztik, a másik végét meg hegyesre vagy dárdaformájúra alakítják. A fej az, ahol a nyelv hegye beakad. A fejen van egy fogazat, annak érdekében, hogy ne csúsztassa el a szövet oldalról a csatot. A nagyon nagy méretű, például hagyományosan a kilthez használt biztosítótűk csak egy meghajlított tűre tekert huzalból állnak.

## Fordítás
Ez a szócikk részben vagy egészben  a   Spilla di sicurezza című olasz Wikipédia-szócikk ezen változatának fordításán alapul.  Az eredeti cikk szerkesztőit annak laptörténete sorolja fel. Ez a jelzés csupán a megfogalmazás eredetét és a szerzői jogokat jelzi, nem szolgál a cikkben szereplő információk forrásmegjelöléseként.